# Гидрия (пьеса)
«Гидрия» (др.-греч. Ὑδρια) — комедия древнегреческого драматурга Менандра (IV—III века до н. э.), текст которой сохранился фрагментарно: это три папирусных отрывка (их связывают с «Гидрией» только предположительно) и ряд цитат, приведённых другими позднеантичными авторами.
Немецкий антиковед К Гайзер предположил, что основными героями пьесы были безнадёжно влюблённый юноша, болтливый повар по имени Ливис и некто Стробил — либо парасит, либо доверенный раб юноши. Фигурирующая в названии гидрия — выкопанный из земли сосуд, в котором мог быть клад.